# Šarišská vrchovina
Die Šarišská vrchovina (deutsch wörtlich: Scharoscher Bergland) ist ein Gebiet von Hügeln und Tälern im Südteil der Landschaft Šariš (deutsch Scharosch) in der Ostslowakei, das sich zum größten Teil westlich von Prešov erstreckt. Das Bergland erstreckt sich von Nordwesten nach Südosten, ist 30 Kilometer lang und 12 bis 15 Kilometer breit.
Begrenzt wird das Bergland vom Gebirge Bachureň und dem Spišsko-šarišské medzihorie (Spiš-Šariš-Zwischengebirge) im Norden, vom Košická kotlina (Kaschauer Becken) und dem Tal des Flusses Torysa im Osten, vom Gebirge Čierna hora im Süden und vom Gebirge Branisko im Westen. Geomorphologisch gehört die Šarišská vrchovina zu den Äußeren Westkarpaten.
Das Bergland entstand im Tertiär und wird von Schichten aus Flyschablagerungen wie Sandstein und Konglomeraten gebildet. Diese spiegeln sich in der hügeligen Landschaft und glatter Oberfläche wider. Hier wechseln sich Ackerboden mit Wiesen, Weiden und Buchen- oder Hainbuchenwälder. Bedeutende Flüsse sind die Malá Svinka und die Veľká Svinka, die, wie das gesamte Bergland, zum Einzugsgebiet des Hornád gehören.